# Sdot Micha
Sdot Micha (hebrejsky שְׂדוֹת מִיכָה, doslova „Michova pole“, v oficiálním přepisu do angličtiny Sedot Mikha) je vesnice typu mošav v Izraeli, v Jeruzalémském distriktu, v Oblastní radě Mate Jehuda.

## Geografie
Leží v nadmořské výšce 216 metrů v zemědělsky využívané pahorkatině Šefela, nedaleko od západního okraje zalesněných svahů Judských hor, jižně od údolí potoka Sorek.
Obec se nachází 28 kilometrů od břehu Středozemního moře, cca 42 kilometrů jihovýchodně od centra Tel Avivu, cca 30 kilometrů jihozápadně od historického jádra Jeruzalému a 7 kilometrů jihozápadně od Bejt Šemeš. Sdot Micha obývají Židé, přičemž osídlení v tomto regionu je etnicky převážně židovské.
Sdot Micha je na dopravní síť napojen pomocí lokální silnice číslo 383.

## Dějiny
Sdot Micha byl založen v roce 1955. Novověké židovské osidlování tohoto regionu začalo po válce za nezávislost tedy po roce 1948, kdy Jeruzalémský koridor ovládla izraelská armáda a kdy došlo k vysídlení většiny zdejší arabské populace.
Mošav byl zřízen 28. září 1955. Jeho zakladateli byla skupina Židů z Maroka. Původně byla osada součástí regionálního rozvojového projektu Chevel Lachiš, ale později když se její ekonomická situace zhoršila, byla přeřazena do zdejší oblastní rady. Poblíž obce se rozkládá vojenská základna Sdot Micha.
Vesnice je pojmenována podle filozofa a novináře Michy Josefa Berdyczewského.

## Demografie
Podle údajů z roku 2014 tvořili naprostou většinu obyvatel v Sdot Micha Židé (včetně statistické kategorie "ostatní", která zahrnuje nearabské obyvatele židovského původu ale bez formální příslušnosti k židovskému náboženství).
Jde o menší obec vesnického typu s dlouhodobě mírně rostoucí populací. K 31. prosinci 2014 zde žilo 381 lidí. Během roku 2014 populace klesla o 0,5 %.
| Rok            | 1961 | 1972 | 1983 | 1995 | 2001 | 2003 | 2004 | 2005 | 2006 | 2007 | 2008 | 2009 | 2010 | 2011 | 2012 | 2013 | 2014 |
| -------------- | ---- | ---- | ---- | ---- | ---- | ---- | ---- | ---- | ---- | ---- | ---- | ---- | ---- | ---- | ---- | ---- | ---- |
| Počet obyvatel | 221  | 309  | 350  | 310  | 309  | 281  | 303  | 317  | 333  | 352  | 365  | 354  | 348  | 350  | 370  | 383  | 381  |